# Елмвуд Плејс (Охајо)
Елмвуд Плејс (енгл. Elmwood Place) град је у америчкој савезној држави Охајо.

## Демографија
По попису из 2010. године број становника је 2.188, што је 493 (-18,4%) становника мање него 2000. године.
| Група             | 2000.         | 2010.         |
| Белци             | 2.442 (91,1%) | 1.682 (76,9%) |
| Афроамериканци    | 146 (5,4%)    | 326 (14,9%)   |
| Азијати           | 5 (0,2%)      | 16 (0,7%)     |
| Хиспаноамериканци | 44 (1,6%)     | 79 (3,6%)     |
| Укупно            | 2.681         | 2.188         |